# 布里赛-舒瓦尼
布里赛-舒瓦尼（法語：Brissay-Choigny，法語發音：[bʁisɛ ʃwaɲi]）是法国上法蘭西大區埃纳省的一个市镇，属于圣康坦区。

## 地理
布里赛-舒瓦尼（49°43'14"N, 3°22'41"E）面积8.98 平方千米，位于法国上法蘭西大區埃纳省，该省份为法国北部内陆省份，北起北部省，西接索姆省和瓦兹省，东临阿登省和马恩省，西南至塞纳-马恩省，东北部与比利时接壤。
与布里赛-舒瓦尼接壤的市镇（或旧市镇、城区）包括：昂吉尔库尔勒萨尔、布里西-阿梅日库尔、马约、莫伊德莱讷、勒南萨尔、旺德伊。

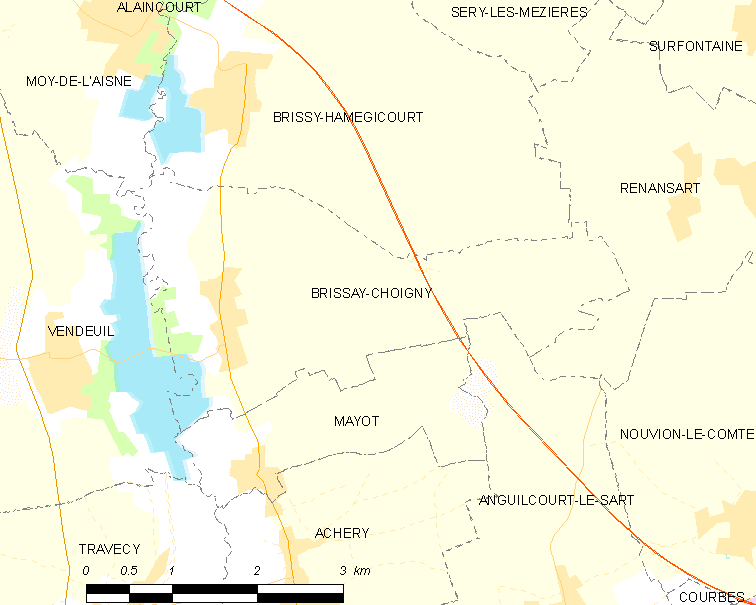
布里赛-舒瓦尼的OSM定位图

布里赛-舒瓦尼的时区为UTC+01:00、UTC+02:00（夏令时）。

## 行政
布里赛-舒瓦尼的邮政编码为02240，INSEE市镇编码为02123。

## 政治
布里赛-舒瓦尼所属的省级选区为里布蒙县。

## 人口

1962-2008年间布里赛-舒瓦尼人口变化图示

布里赛-舒瓦尼于2022年1月1日时的人口数量为297人。